# Eschede
Eschede este o comună din landul Saxonia Inferioară, Germania, aflată la 15 km nord-est de localitate Celle În ziua de azi, aproximativ 20 de sate formează această așezare, denumită "Samtgemeinde Eschede".
În anul 1974, un incendiu a distrus o mare suprafață de pădure din împrejurimi. Aici s-a născut în 1881 pictorul Albert König (1881-1944). Așezarea este mai cunoscută datorită accidentului feroviar din 1998, când un tren ICE a deraiat.